# 터닝 토르소
터닝 토르소(영어: Turning Torso)는 스웨덴 말뫼에 있는 마천루로 노르딕 국가 중에서 제일 높다. 산티아고 칼라트라바가 건설하였다. 1~2층은 상업용으로 사용되며, 그 외 층은 주거용으로 사용된다. 또한 터닝 토르소는 5층으로 이루어진 강철 육면체를 약 11˚씩 방향을 틀어가며 총 9개를 포갠 형식으로 건축되었다. 그 사이에 또 층을 추가하여 총 54개 층으로 되어 있으며 포개 올려진 강철 육면체는 지상 1층에서 최상층인 54층까지 90˚틀어져 있다. 그라샤

## 같이 보기
- 마천루 목록
- 유럽의 마천루 목록
- 스웨덴의 마천루 목록